# Thomas Beddies
Thomas Beddies (* 1958) ist ein deutscher Medizinhistoriker.

## Leben
Er studierte Geschichts- und Politikwissenschaften an der FU Berlin. 1993 promovierte er zum Dr. phil. Seit 2003 ist er Assistent am Institut für Geschichte der Medizin im Zentrum für Human- und Gesundheitswissenschaften der Charité-Universitätsmedizin Berlin.
Seine Forschungsschwerpunkte sind Pädiatrie- und Psychiatriegeschichte des 20. Jahrhunderts.

## Schriften (Auswahl)
- Becken und Geschütze. Der Harz und sein nördliches Vorland als Metallgewerbelandschaft in Mittelalter und früher Neuzeit. Berlin 1996, ISBN 3-631-49835-7.
- „Du hast die Pflicht, gesund zu sein!“ Der Gesundheitsdienst der Hitler-Jugend 1933–1945. Berlin 2010, ISBN 978-3-937233-62-8.
- mit Wolfgang Rose und Petra Fuchs: Diagnose „Psychopathie“. Die urbane Moderne und das schwierige Kind. Berlin 1918–1933. Wien 2016, ISBN 3-205-79646-2.
- Traditionsbruch ohne Neuanfang. Die I. Chirurgische Klinik der Berliner Universität im „Dritten Reich“. Berlin 2017, ISBN 3-95410-205-6.